# 四大工学院
四大工学院是在1950年代初期，中华人民共和国对其境内高等院校进行的整合和重组的产物。

## 历史
中国高等院校院系调整是中华人民共和国对其境内高等院校进行的整合和重组，在二十世纪共进行两次。第一次是在1950年代初期，中央决定重建教育体系，于是将大批原有综合性大学内的院系拆分，并重组成为新的专门学校。它从一个侧面反映了中国高等教育学习借鉴了苏联的高等教育模式，且受其正反两方面影响。狭义的“院系调整”通常仅指第一次。第二次则是在20世纪80年代末90年代初，政府决定回归到原有的教育体制上去，于是许多专门学院更名为大学，并将学院内部分科系扩建为学院，以完善大学的综合性。教育部也开始批准将部分高校并入原有的部分学校，或由若干学院合并而成立新的大学。四大工学院的合并重组即在此背景下进行：1952年国家第一次进行院(系)调整，组建四大工学院，东西南北各有一所。

## 四大工学院列表
| 学院       | 所在地 | 时期      | 重组         |
| ---------- | ------ | --------- | ------------ |
| 大连工学院 | 大连   | 1950-1988 | 大连理工大学 |
| 华南工学院 | 广州   | 1952-1988 | 华南理工大学 |
| 南京工学院 | 南京   | 1952-1988 | 东南大学     |
| 华中工学院 | 武汉   | 1953-1988 | 华中科技大学 |